# جانيار حسن
جانيار حسن (25 فبراير 1991) ممثلة كردية سورية  خريج المعهد السياحي 2012. شاركت في مسلسل الشهير «باب الحارة» بدور نعمة، ويُعد من أهم أعمالها.

## عن حياتها
درست المراحل الأولى في مدارس المنطقة في عفرين/حلب .. خريجة المعهد السياحي ودخلت إلى عالم التمثيل عام 2010 حيث "قدّمت جانيار أول أدوارها التلفزيونية سنة (2010)، في مسلسلي "أبو جانتي- ملك التاكسي ج1"، و"بعد السقوط ومسلسل مرايا مع ياسر العظمة لمعت نجمها في مسلسل باب الحارة الجزء السادس والتي مثلت فيه ضمن عائلة أبو ظافر وكان والدها الفنان القدير أيمن زيدان , وتميزت خلال المسلسل بدور مميز جذب انتباه ملايين المشاهدين لأدائها الرائع وموهبتها المميزة

## أعمالها

### في السينما
- (2015) فيلم الأب

### في البرامج
- (2014) ليالي شامية

### في المسلسلات
- (2010) بعد السقوط
- (2010) أبو جانتي
- (2011) مرايا 2011
- (2011) العشق الحرام
- (2011) كشف الأقنعة
- (2012] زنود الست
- (2013] الولادة من الخاصرة 3 (منبر الموتى)
- (2014] وجوه وراء الوجوه
- (2014] باب الحارة 6 بدور "نعمة"
- (2015] باب الحارة 7 بدور "نعمة"
- (2015] الغربال 2
- (2015] دنيا 2 (ضيف شرف)
- (2016] عطر الشام بدور "بديعة"
- (2016] باب الحارة 8 بدور "نعمة"
- (2017] وردة شامية بدور "سميحة"
- (2017] باب الحارة 9 بدور "نعمة"
- (2017] حكم الهوى بدور " قمر"
- (2017] عطر الشام 2
- (2018) عطر الشام 3
- (2019) شوارع الشام العتيقة " كوكب "
- (2019) حرملك " زيتونة "
- (2019) ببساطة
- (2020) مسلسل الجوكر
- (2022)  جوقة عزيزة " محلاية "